# モンスター・ホテル 変身ビームで大パニック!
『モンスター・ホテル 変身ビームで大パニック!』（原題：Hotel Transylvania: Transformania）は、2022年のアメリカ合衆国の3Dコンピュータアニメーション映画。監督はジェニファー・クルースカとデレク・ドライモン、声の出演はブライアン・ハルなど。

## キャスト
| 役名               | 原語版声優               | 日本語吹替 |
| ------------------ | ------------------------ | ---------- |
| ジョナサン         | アンディ・サムバーグ     | 藤森慎吾   |
| メイヴィス         | セレーナ・ゴメス         | 川島海荷   |
| エリカ             | キャスリン・ハーン       | 観月ありさ |
| ヴァン・ヘルシング | ジム・ガフィガン         | 玄田哲章   |
| ウェイン           | スティーヴ・ブシェミ     | 我修院達也 |
| ワンダ             | モリー・シャノン         | 雨蘭咲木子 |
| グリフィン         | デビッド・スペード       | 若本規夫   |
| マーレイ           | キーガン＝マイケル・キー | 三ツ矢雄二 |
| ドラキュラ         | ブライアン・ハル         | 山寺宏一   |
| ユーニス           | フラン・ドレシャー       | 磯辺万沙子 |
| フランク           | ブラッド・アブレル       | チョー     |
| デニス             | アッシャー・ブリンコフ   | 大谷育江   |